# Spedizione di Domínguez-Escalante
La spedizione Domínguez-Escalante fu un viaggio di esplorazione spagnolo condotto nel 1776 da due sacerdoti francescani, Atanasio Domínguez e Silvestre Vélez de Escalante, per trovare una rotta terrestre da Santa Fe, nel Nuovo Messico, alla loro missione cattolica romana a Monterey, sulla costa dell'attuale California centrale. Domínguez, Vélez de Escalante e Bernardo de Miera y Pacheco, cartografo della spedizione, viaggiarono con dieci uomini da Santa Fe attraverso molte porzioni inesplorate dell'Ovest americano, compresi gli attuali Colorado occidentale, Utah e Arizona settentrionale. Durante parte del viaggio furono aiutati da tre guide indigene della tribù dei Timpanogos (popolo Ute).
La terra era aspra e inclemente, e le difficoltà incontrate durante il viaggio costrinsero il gruppo a tornare a Santa Fe prima di raggiungere le Californias. Le mappe e la documentazione prodotte dalla spedizione aiutarono i futuri viaggiatori. La rotta Domínguez-Escalante divenne infine un primo riferimento topografico per la Old Spanish Trail, una rotta commerciale da Santa Fe agli insediamenti della costa del Pacifico.

## Il viaggio
Le autorità spagnole nel Nuovo Messico desideravano stabilire una rotta terrestre per Monterey, in California, sia per unire le parti settentrionale e occidentale dell'Impero spagnolo, sia per sottomettere gli indiani di queste regioni al controllo spagnolo. Per evitare i deserti e gli indiani ostili a ovest, il superiore di Escalante, Padre Francisco Atanasio Domínguez, propose una rotta nord-occidentale attraverso il territorio poco conosciuto degli indiani Ute. Così, il 29 luglio 1776, la spedizione partì da Santa Fe, attraversando il Nuovo Messico settentrionale, il Colorado sud-occidentale e lo Utah.
Mentre gli esploratori spagnoli viaggiavano verso nord attraverso il Colorado occidentale, due indiani Ute Timpanogot si unirono a loro come guide e ricevettero nomi europei. Il dodicenne Joaquin accompagnò il gruppo per tutto il viaggio e il diario di Escalante registra alcune delle sue avventure. Dopo aver attraversato il fiume Green, Escalante virò a ovest ed entrò nella Utah Valley vicino all'attuale città di Provo, Utah. All'inizio di ottobre, il gruppo fece ritorno a causa dell'inizio dell'inverno. Durante il ritorno, gli spagnoli soffrirono un freddo e una neve terribili e una grave carenza di cibo, ma gli indiani Paiute meridionali li salvarono dalla fame. Tornarono a Santa Fe il 2 gennaio 1777.

## Conseguenze
Escalante e i suoi compagni spagnoli furono i primi europei conosciuti a viaggiare attraverso il Gran Bacino. Il diario di Escalante mappa il paesaggio dell'ovest e descrive la terra, le piante, gli animali e gli incontri dei missionari con le tribù Ute, Paiute, Laguna e altre indiane. Sebbene Escalante e Domínguez non riuscirono a stabilire un collegamento tra il Nuovo Messico e la California, il viaggio aprì una parte sconosciuta dell'Ovest agli europei. Alcune sezioni divennero in seguito parte della Old Spanish Trail.
Il manoscritto originale non esiste più, ma alcune copie fatte da Escalante rimangono conservate in musei e biblioteche.